# Urquinaona (metropolitana di Barcellona)
Urquinaona è una stazione delle linee L1 e L4 della metropolitana di Barcellona situata sotto Via Laietana.

## Storia
Nel 1926 furono inaugurate le banchine della L4, la stazione faceva parte di un tratto diramazione del Gran Metro de Barcelona. Più tardi nel 1932 furono inaugurate le banchine della L1 con il primo prolungamento del Metro Trasversal.
Nel 1972 con la chiusura della diramazione del Gran Metro (allora Linea III) si chiusero le banchine della L4, che furono riaperte un anno dopo come parte dell'allora Linea IV, che dal 1982 mutò il nome in Linea 4.